# Woodson (Illinois)
Woodson es una villa ubicada en el condado de Morgan en el estado estadounidense de Illinois. En el Censo de 2010 tenía una población de 512 habitantes y una densidad poblacional de 505,59 personas por km².

## Geografía
Woodson se encuentra ubicada en las coordenadas 39°37′39″N 90°13′32″O / 39.62750, -90.22556. Según la Oficina del Censo de los Estados Unidos, Woodson tiene una superficie total de 1.01 km², de la cual 1.01 km² corresponden a tierra firme y (0%) 0 km² es agua.

## Demografía
Según el censo de 2010, había 512 personas residiendo en Woodson. La densidad de población era de 505,59 hab./km². De los 512 habitantes, Woodson estaba compuesto por el 98.44% blancos, el 0% eran afroamericanos, el 0% eran amerindios, el 0.39% eran asiáticos, el 0% eran isleños del Pacífico, el 0% eran de otras razas y el 1.17% pertenecían a dos o más razas. Del total de la población el 0.98% eran hispanos o latinos de cualquier raza.